# Mailleroncourt-Charette
Mailleroncourt-Charette è un comune francese di 311 abitanti situato nel dipartimento dell'Alta Saona nella regione della Borgogna-Franca Contea.

## Società

### Evoluzione demografica
Abitanti censiti